# Bharhut
Bharhut oder Bharhat (Hindi भरहुत) ist ein Dorf mit ca. 2.000 Einwohnern im Gemeindebezirk (tehsil) von Unchehara im Distrikt Satna im zentralindischen Bundesstaat Madhya Pradesh. Bekannt geworden ist der kleine Ort durch den hier im ausgehenden 19. Jahrhundert entdeckten buddhistischen Stupa aus dem 3. und 2. Jahrhundert v. Chr., dessen erhaltene vedika-Teilstücke aus reliefiertem und poliertem dunkelroten Sandstein heute größtenteils im Indian Museum in Kolkata aufbewahrt und gezeigt werden.

## Lage
Das Dorf Bharhut befindet sich in einer Höhe von etwa 310 m in einer Hügellandschaft im zentralindischen Distrikt Satna. Die Distriktshauptstadt und der Bahnhof von Satna sind etwa 25 km (Fahrtstrecke) in nördlicher Richtung entfernt.

## Geschichte

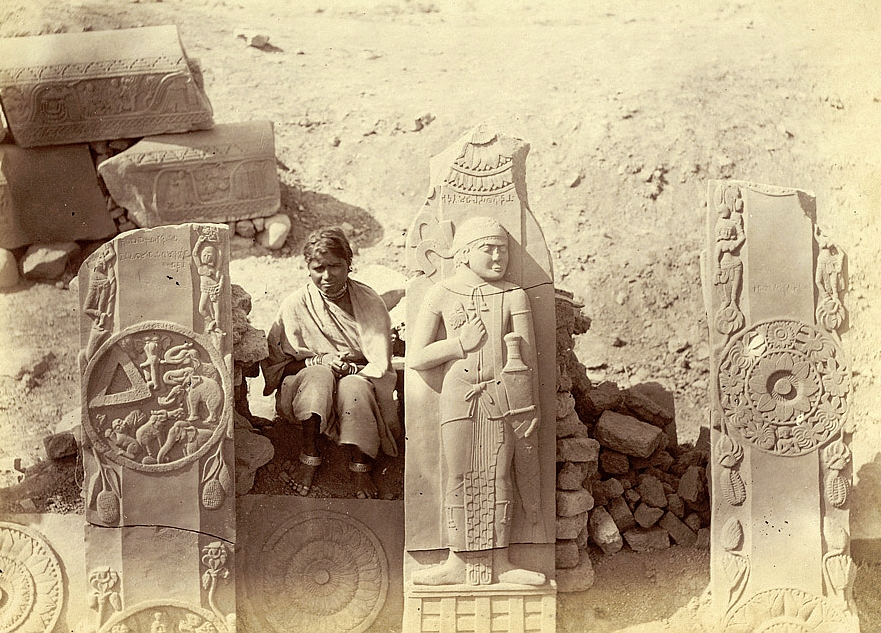
Foto aus der Zeit der Ausgrabung

Die Anfänge des Stupa von Bharhut liegen wahrscheinlich im 3. Jahrhundert v. Chr., also in der Zeit des Maurya-Herrschers Ashoka. Die steinerne Zauneinfassung entstand wahrscheinlich etwa ein Jahrhundert später zur Zeit der Shunga-Dynastie. Die jüngsten Funde stammen aus mittelalterlicher Zeit (ca. 10. Jahrhundert); ob der Stupa damals noch in unversehrtem Zustand existierte, ist unklar. In der Zeit der Dominanz des Islam über weite Teile Nordindiens wurde die Kultstätte vergessen, vielleicht sogar absichtlich zerstört. Später entnahmen die Bewohner der umliegenden Dörfer Steinmaterial für den Bau ihrer Häuser. Im Jahr 1873 besuchte Alexander Cunningham, der Direktor des Archaeological Survey of India, die Ruinenstätte; im darauffolgenden Jahr begannen die Ausgrabungsarbeiten.

## Stupa
Der Stupa von Bharhut hatte Cunningham zufolge einen Durchmesser von knapp 68 Fuß (= ca. 20,70 m) und war somit nur geringfügig kleiner als der große Stupa von Sanchi; seine Höhe dürfte bei etwa 8–10 m gelegen haben, von denen jedoch nur noch etwa 1,50 m übrig sind. Wahrscheinlich war der zur Gänze aus gebrannten Ziegelsteinen bestehende Hügel mit Natursteinen oder Steinplatten abgedeckt und eine kleine Zauneinfassung (harmika) mit einem Ehrenschirm (chhatri) bildete seine obere Bekrönung. In der Ursprungszeit befanden sich keine Bildreliefs in seiner Nähe; verehrt wurde der den Kosmos bzw. Buddha selbst symbolisierende Stupa durch eine Umwandlungszeremonie (pradakshina) im Uhrzeigersinn.

## Vedika

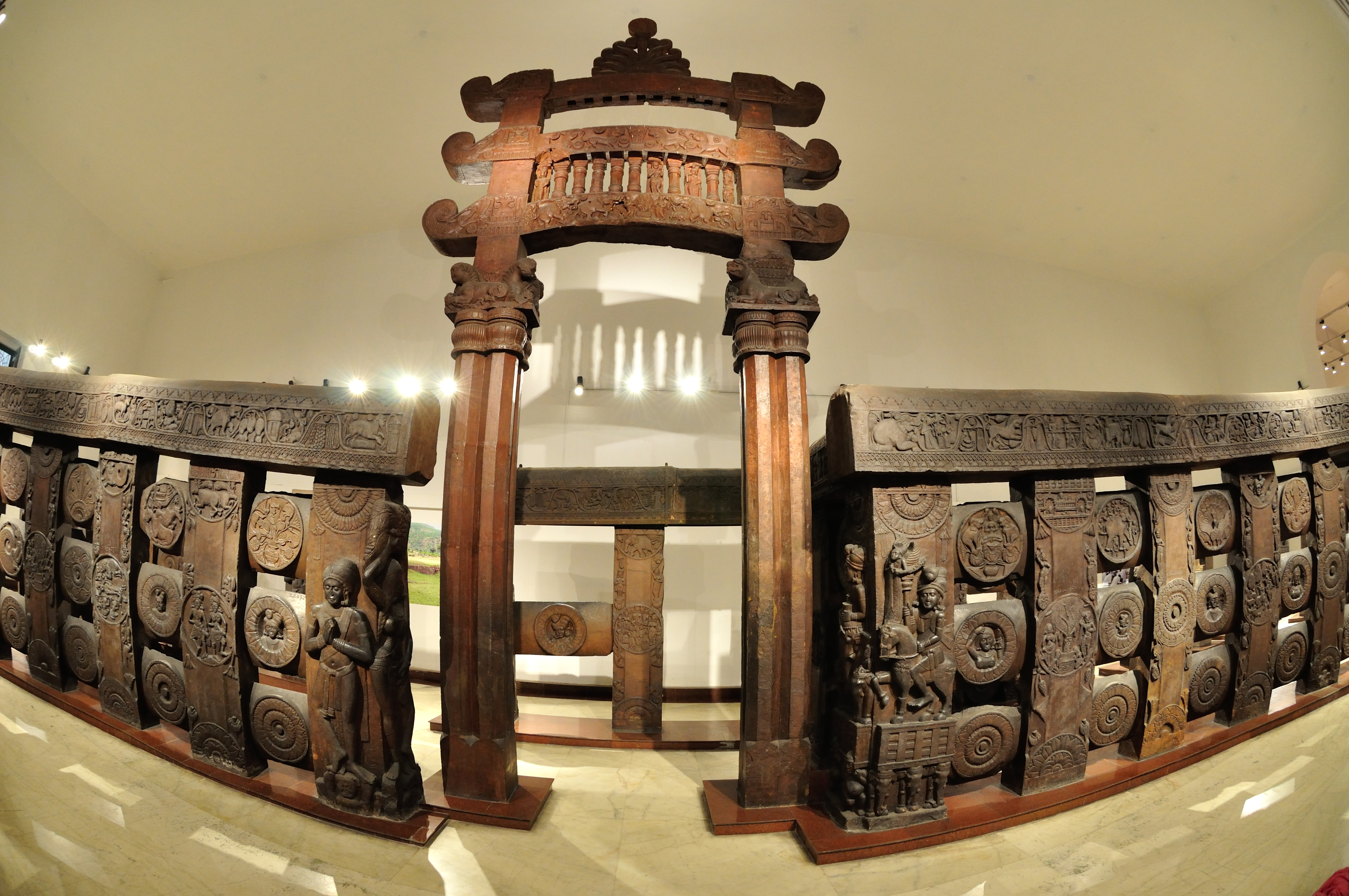
Steinzaun (vedika) und Osttor (torana) des Stupa von Bharhut im Indian Museum, Kolkata

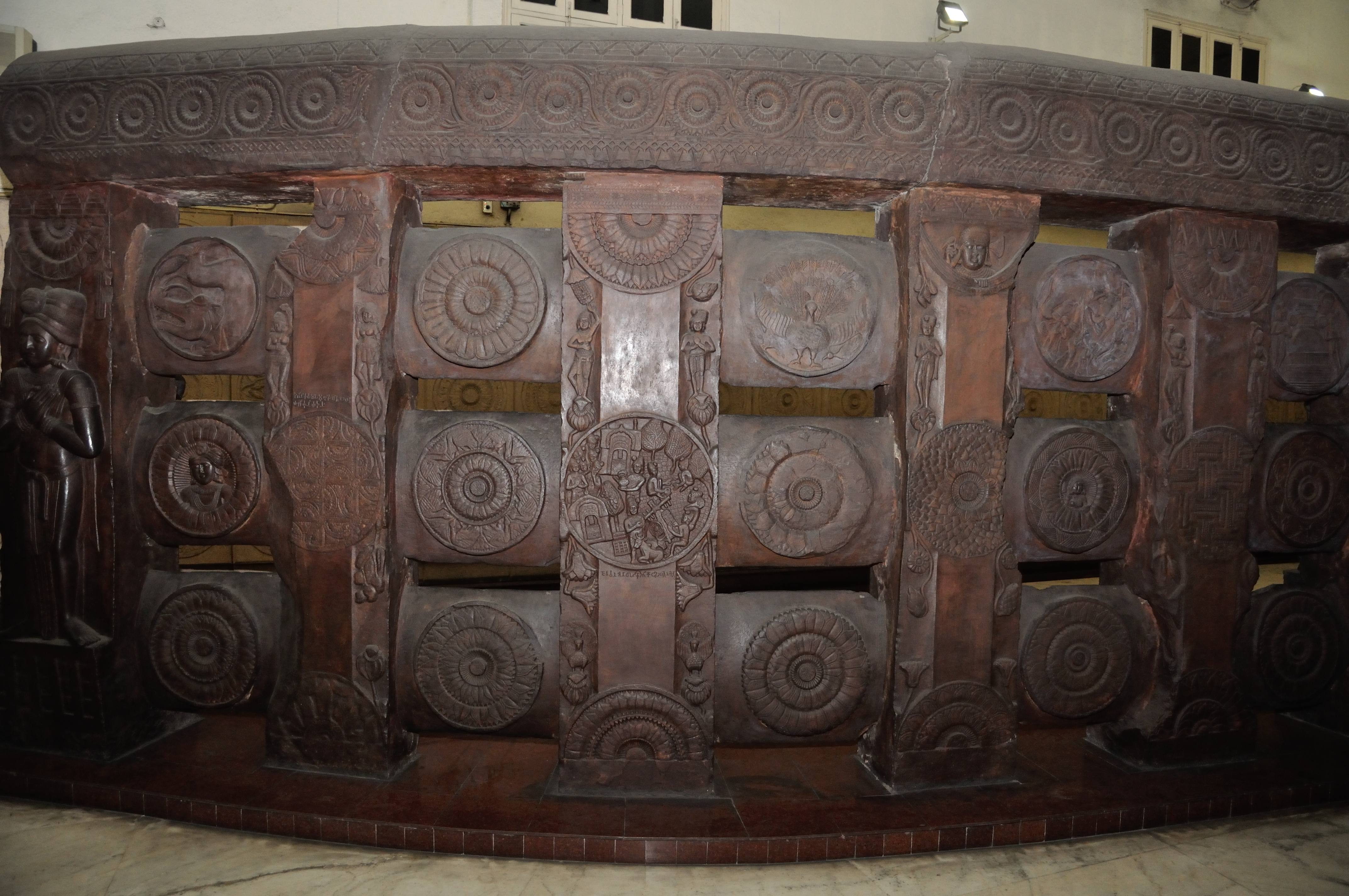
Steinzaun (vedika), Detail

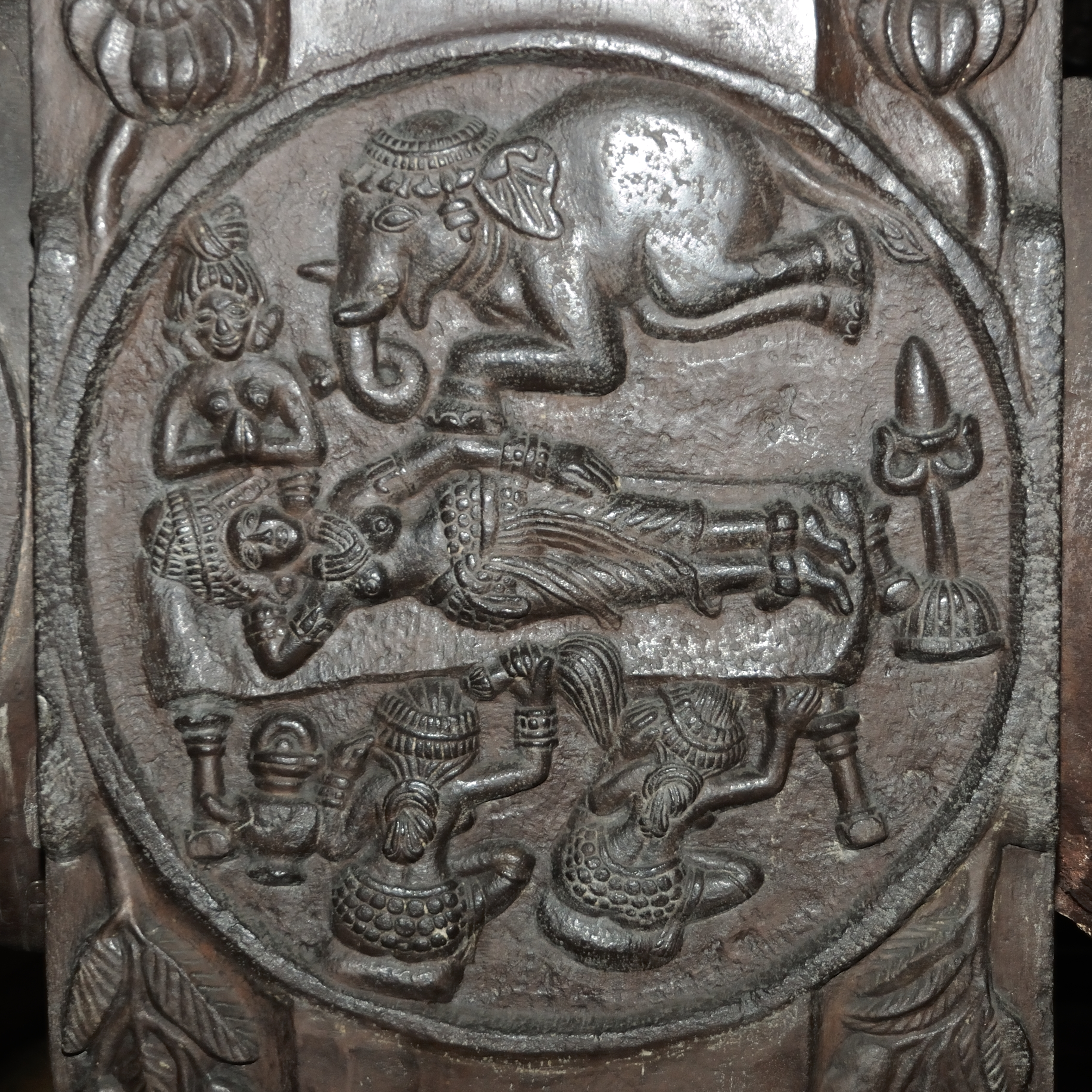
Traum der Königin Maya betreffend die „unbefleckte Empfängnis“ ihres Sohnes durch das Eindringen eines weißen Elefanten in ihre Seite

Eine herausragende Leistung der frühen buddhistischen Kunst, aber auch der gesamten indischen Kunst ist die handwerkliche Bearbeitung und bildhauerische Gestaltung des einst den Stupa umgebenden Steinzauns (vedika). Dieser besteht aus dunkelrotem Sandstein und hat einen Durchmesser von gut 88 Fuß (= ca. 26,90 m); er schützte einerseits den Stupa vor freilaufenden Rindern und anderen Tieren, andererseits bildete er eine Art „Heiliger Bezirk“, innerhalb dessen für Mönche und andere hochrangige Besucher eine ungestörte Umwandlung (pradakshina) des Stupa einschließlich seiner Berührung möglich war. Der Steinzaun hatte vier in die vier Himmelsrichtungen orientierte und nicht abgewinkelte Eingangstore (toranas) mit jeweils drei übereinander angeordneten steinernen Querbalken mit eingerollten Enden. Die beiden unteren Querbalken waren durch kleine, teilweise durch Figuren ersetzte Ziersäulchen miteinander verbunden.
Die Rund- oder Halbrundreliefs des Steinzauns zeigen ganz überwiegend abstrakte oder florale Motive, aber auch einige Wasserungeheuer (makaras), szenische Darstellungen und menschliche Büsten sind zu sehen; mehrere annähernd quadratische Reliefplatten mit Szenen aus den buddhistischen Legenden und Erzählungen (jatakas) finden sich im Bereich der Eingangstore. Die Hauptpfosten zeigen in der Regel männliche und weibliche Figuren – z. T. mit vor der Brust gekreuzten oder aneinandergelegten Händen. Die kleineren Pfosten der vedika sind oft mit seitlichen kleinen yakshi- oder salabhanjika-Figürchen geschmückt.
Durch intensive Politur der Steine erhielten die Reliefs einen Glanz, der – trotz diverser Beschädigungen – nach über 2000 Jahren noch vorhanden ist und jeden Betrachter tief beeindruckt.

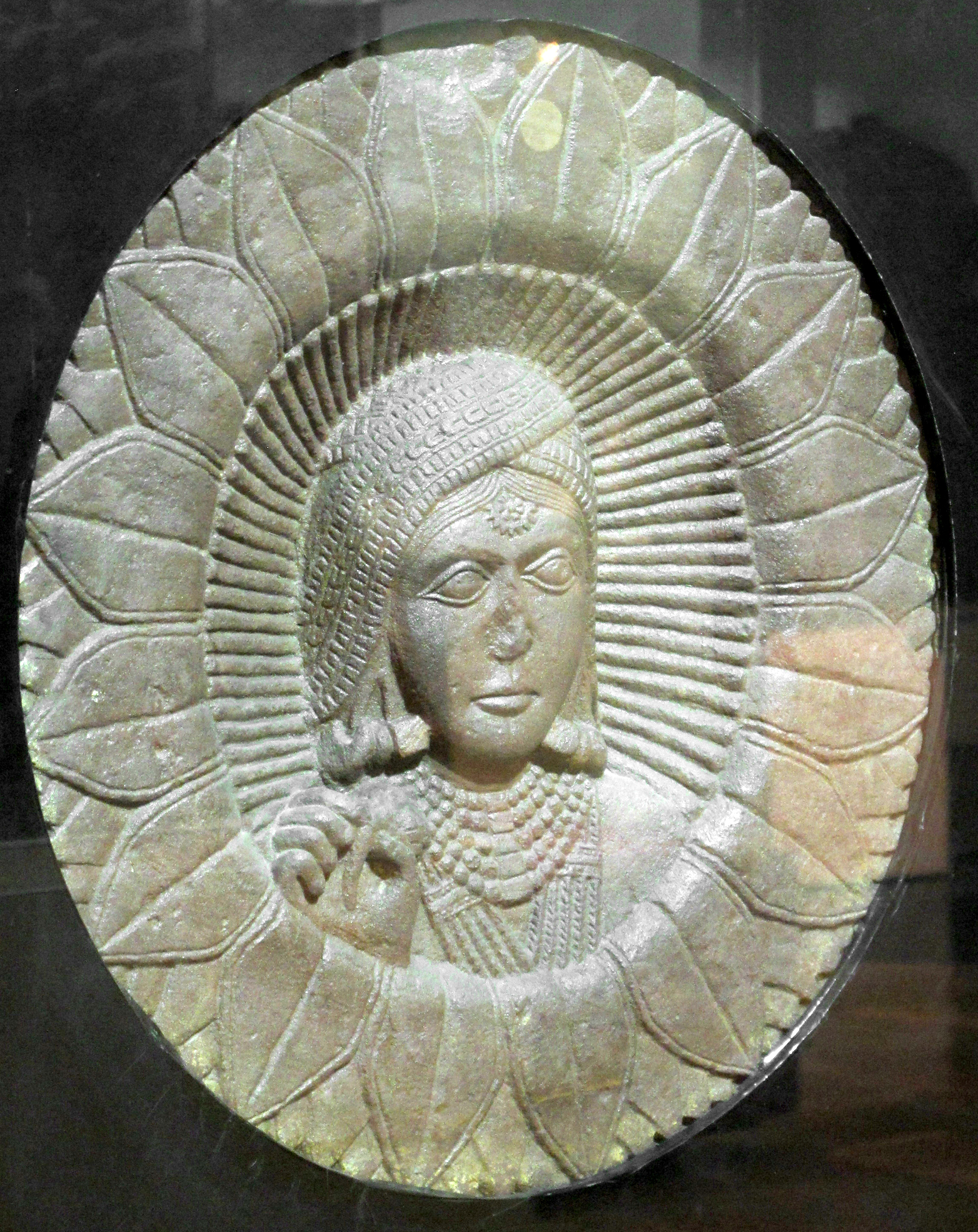
Steinrelief mit Yakshi
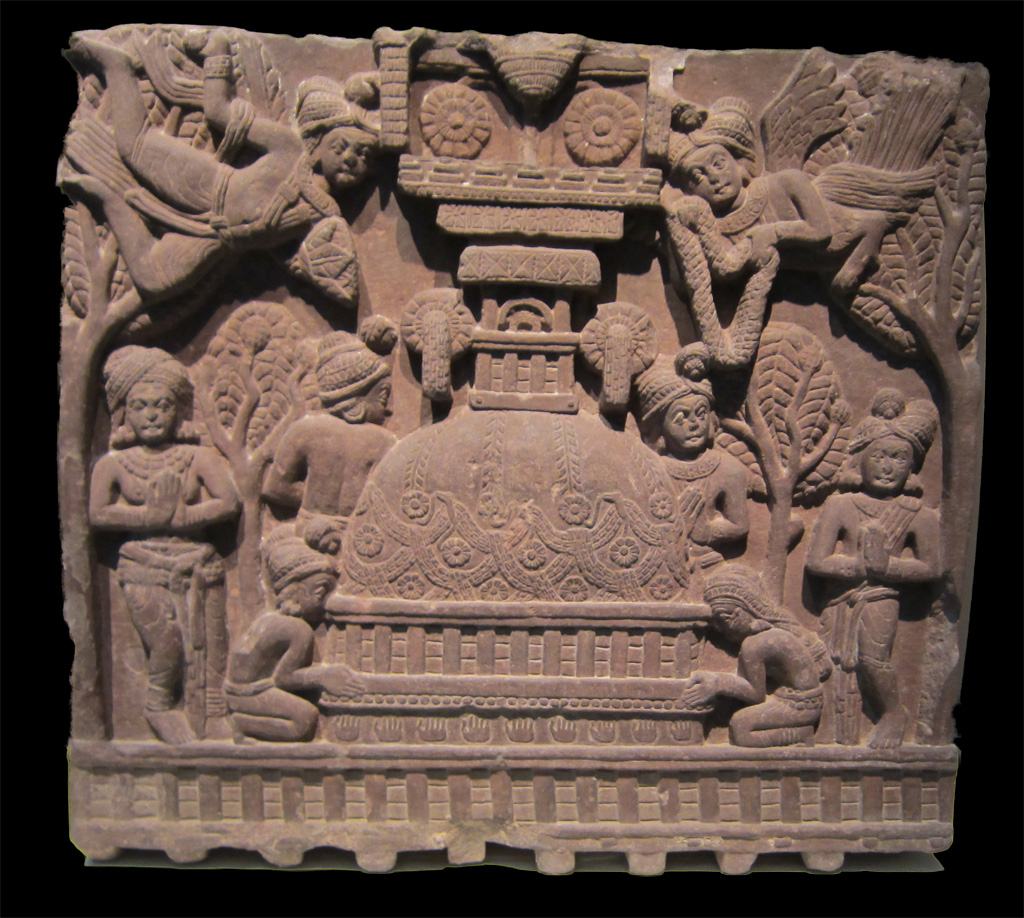
Verehrung des Stupa
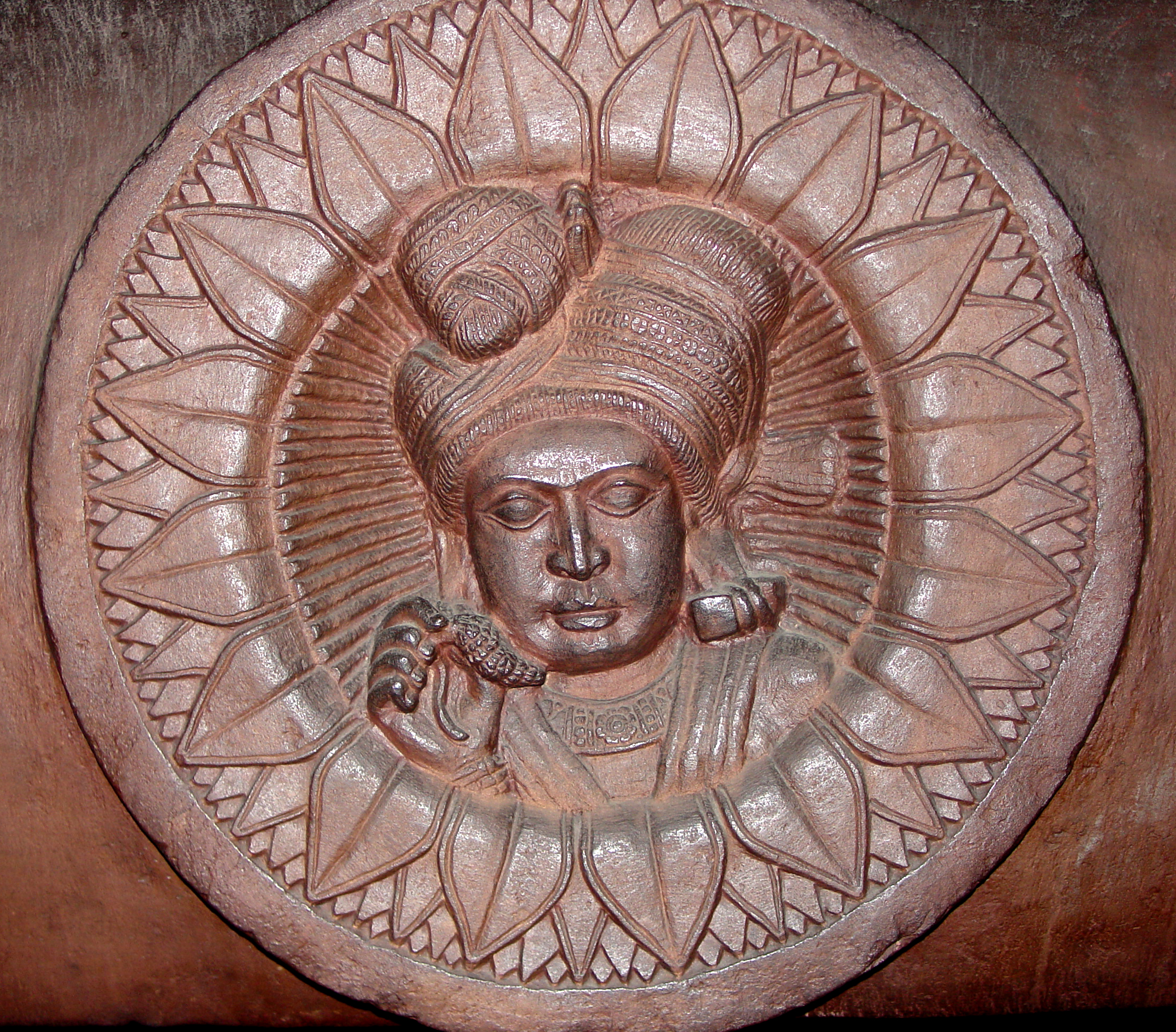
Männliche Figur mit Turban und Blume in der rechten Hand
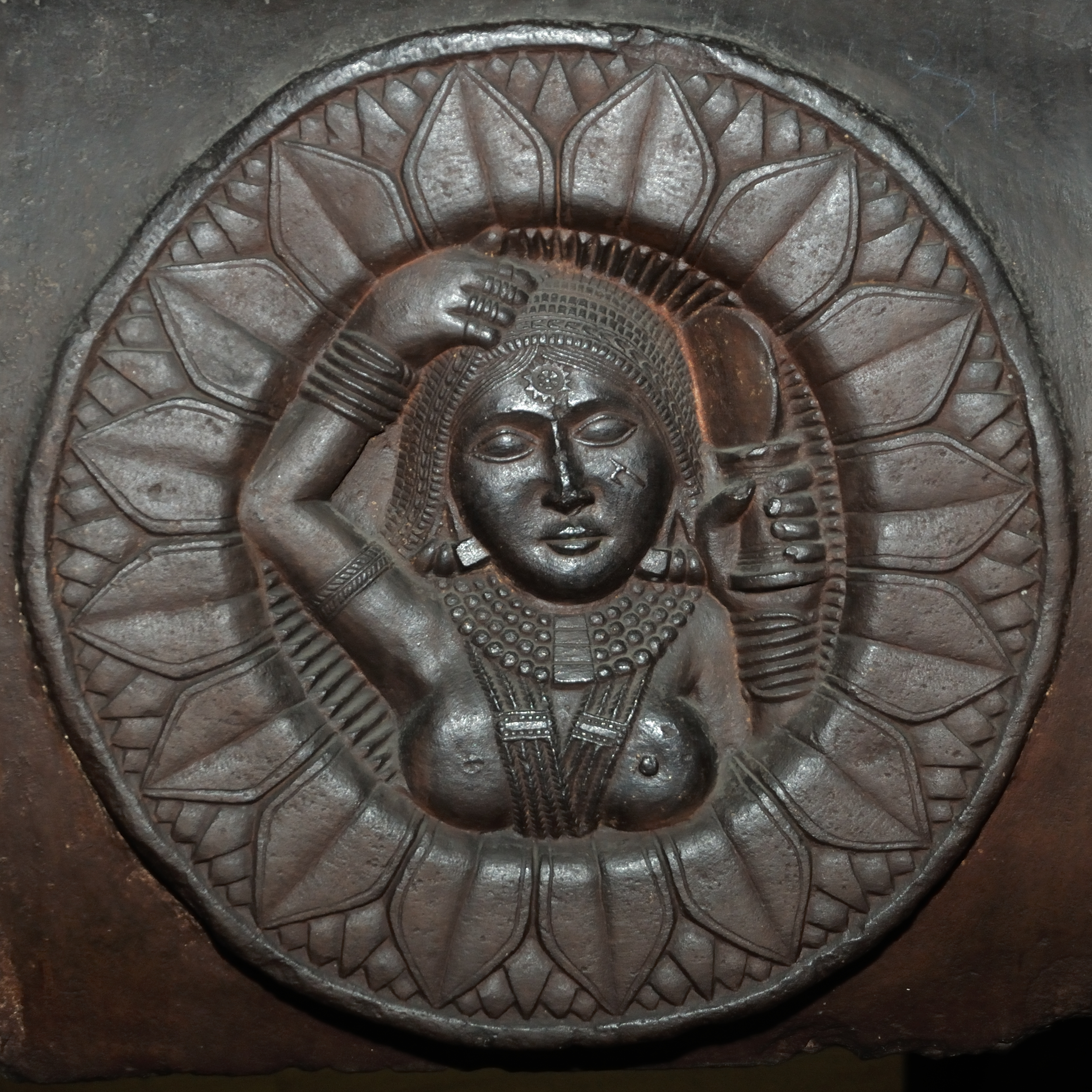
Weibliche Figur mit Spiegel
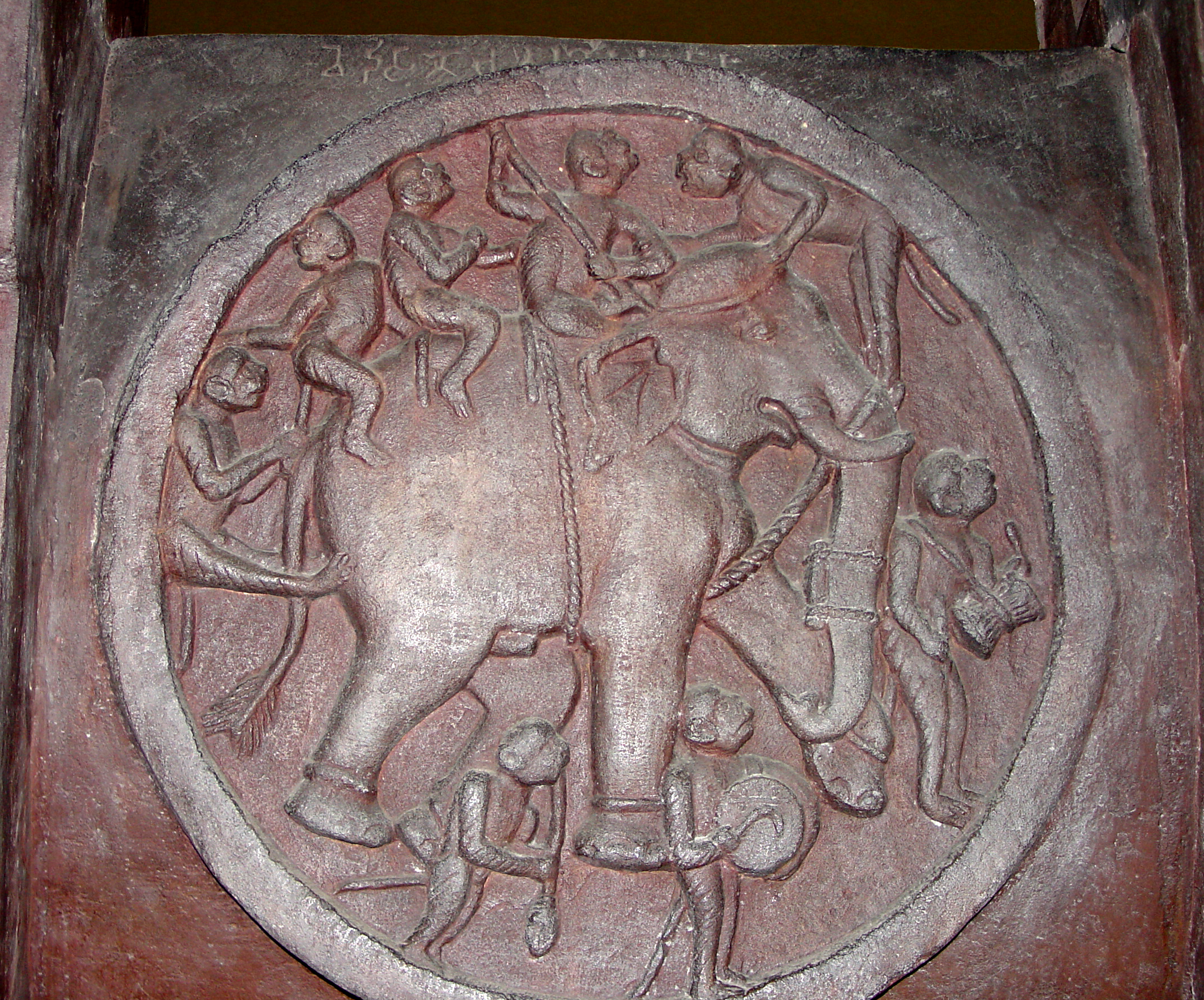
Affen reiten auf einem Elefanten und machen Musik
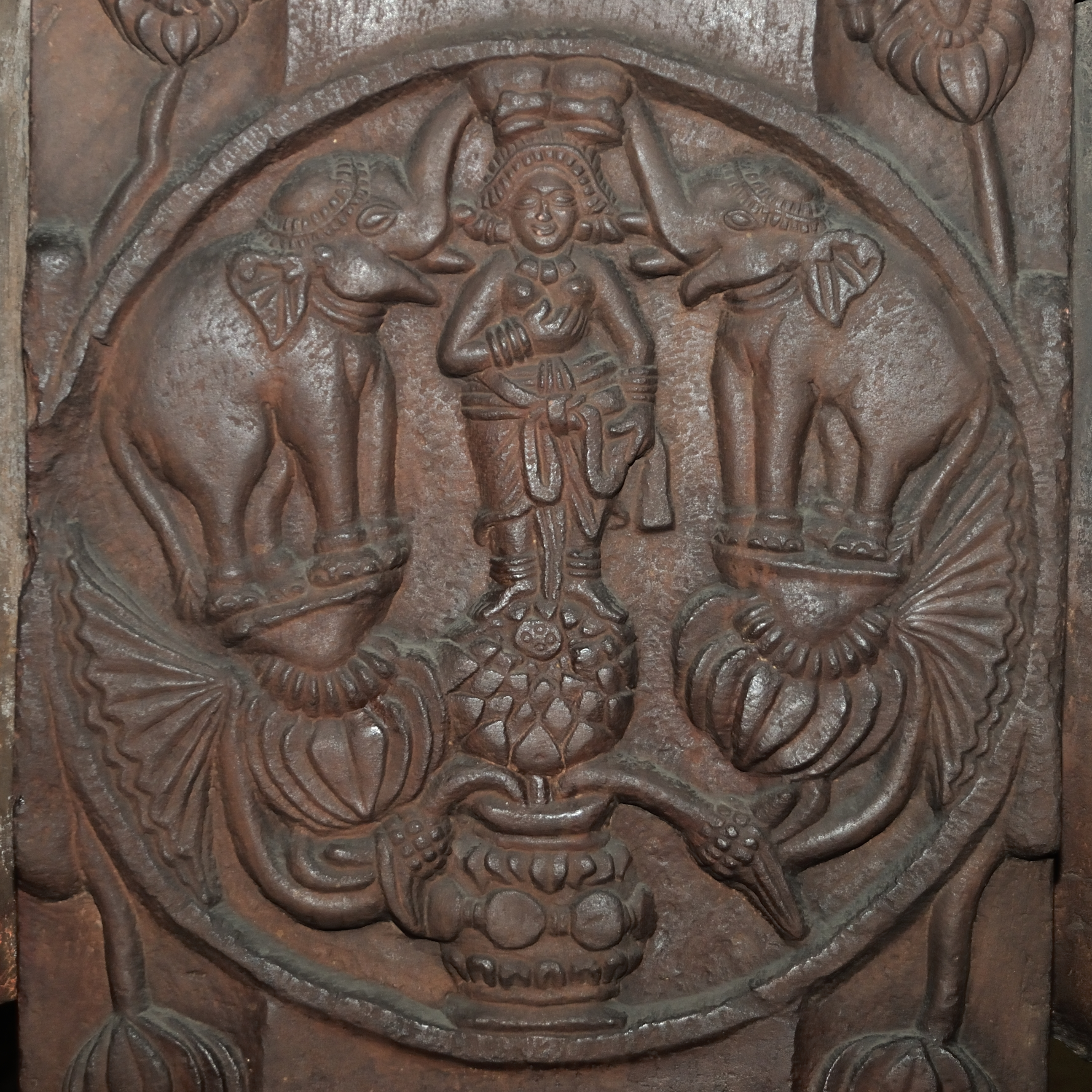
Gayalakshmi-Medallion
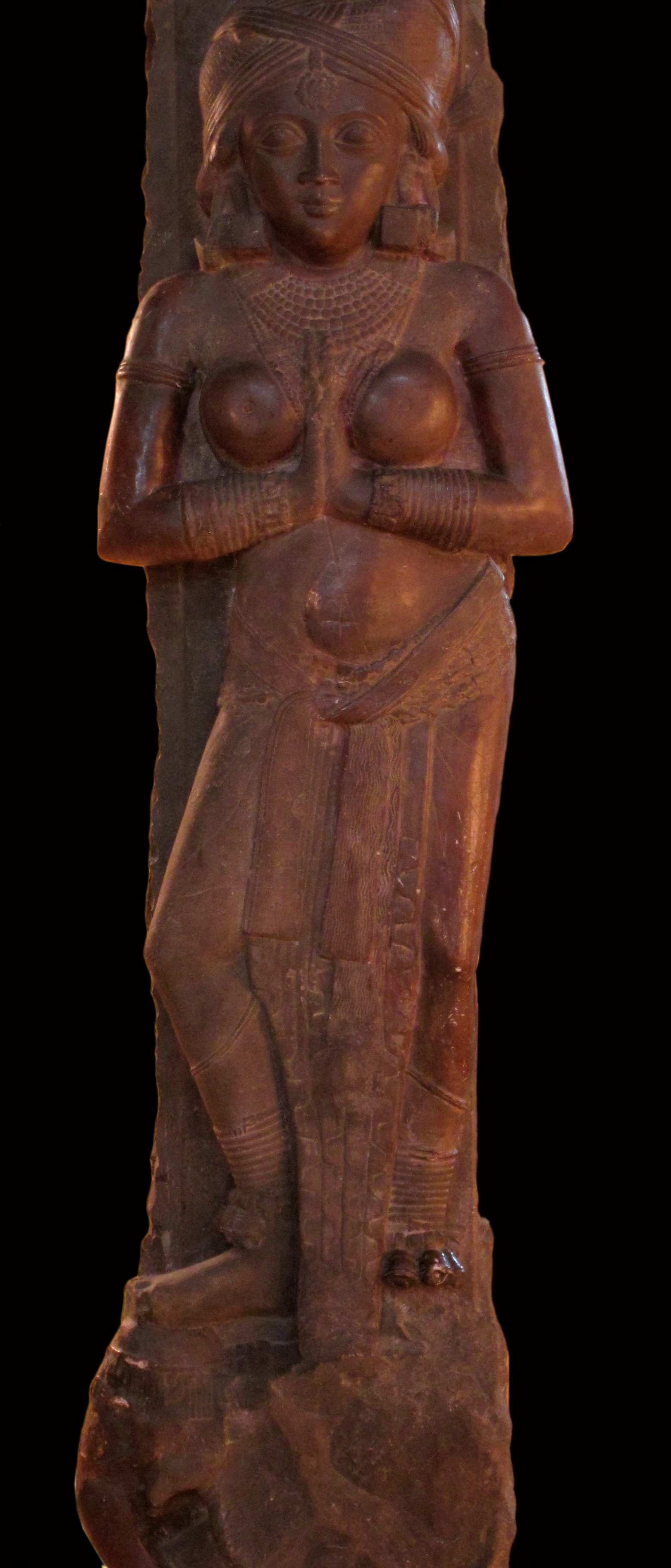
Steinfigur (yakshi)
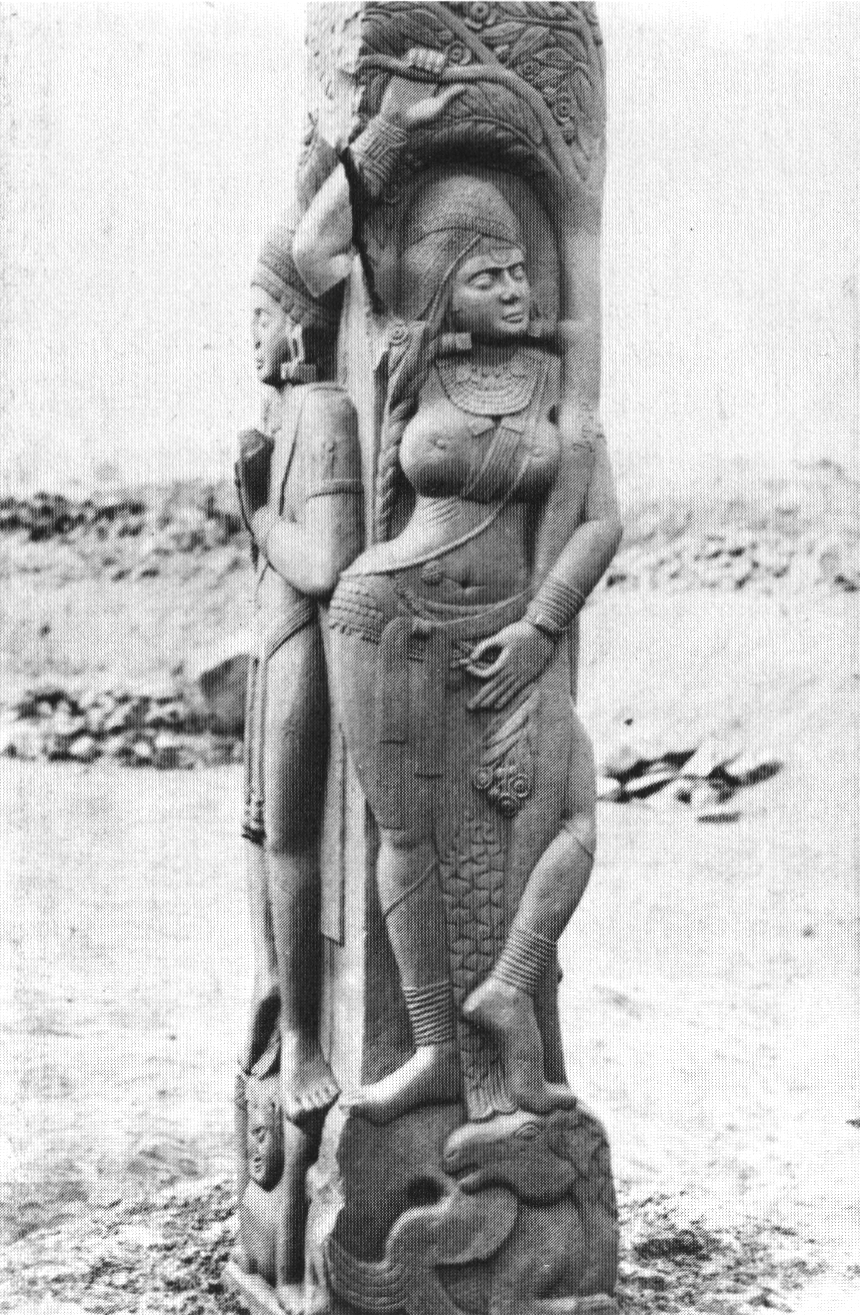
Baumnymphe (salabhanjika)

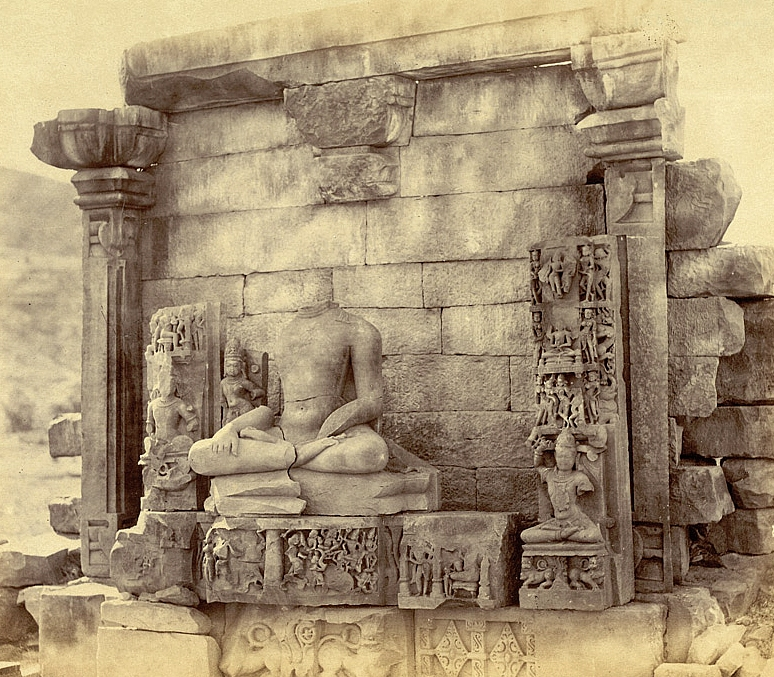
Tempelrückwand mit sitzender Buddhafigur

## Tempel
Während der Ausgrabungen wurde ein aus der Zeit um 1000 n. Chr. stammender, aber nur noch auf Fotografien zu sehender kleiner Tempelbau mit einer sitzenden, leider jedoch kopflosen Buddha-Figur mit dem Handgestus (mudra) der Erdanrufung (bhumisparshamudra) freigelegt, die gerahmt ist von seitlichen torana-Pfeilern mit figürlichen Reliefs des hinduistischen Götterhimmels (z. B. Shiva, Brahma und Indra).